# Tynwald
El Tynwald (Manx: Tinvaal), o més formalment, el Tribunal Suprem de Tynwald (Manx: Ard-whaiyl Tinvaal) és l'òrgan legislatiu de l'Illa de Man. S'afirma que és el cos parlamentari més antic amb continuïtat del món, i consisteix en dues cambres: la Casa de les Claus (escollida directament) i el Consell Legislatiu (escollit indirectament).

## Etimologia
El nom Tynwald, així com l'islandès Þingvellir i el noruec Tingvoll, prové del nòrdic antic Þingvǫllr (lloc on es reuneix en assemblea el thing).